# Amerykanie pochodzenia chińskiego

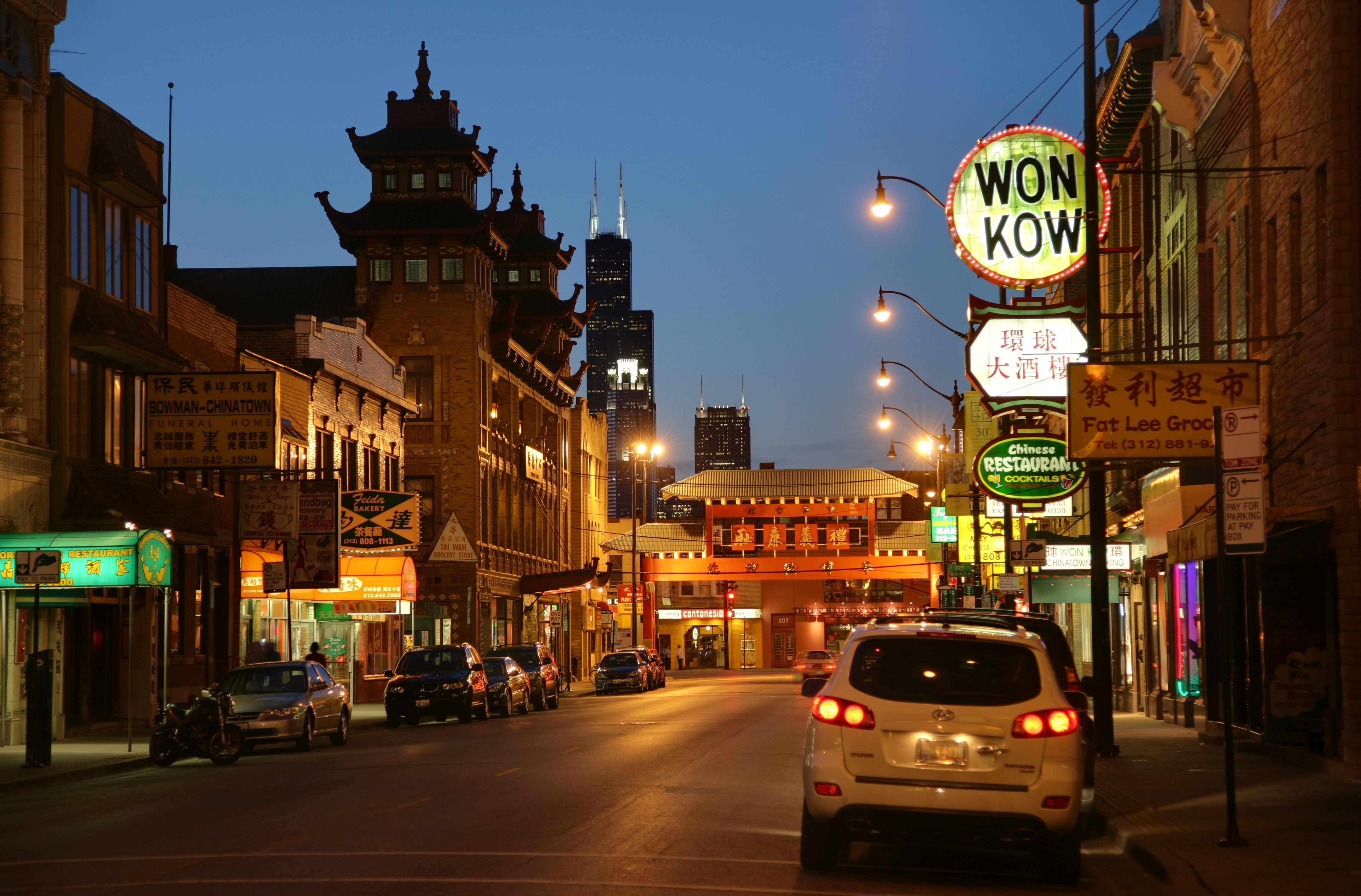
Chinatown w Chicago

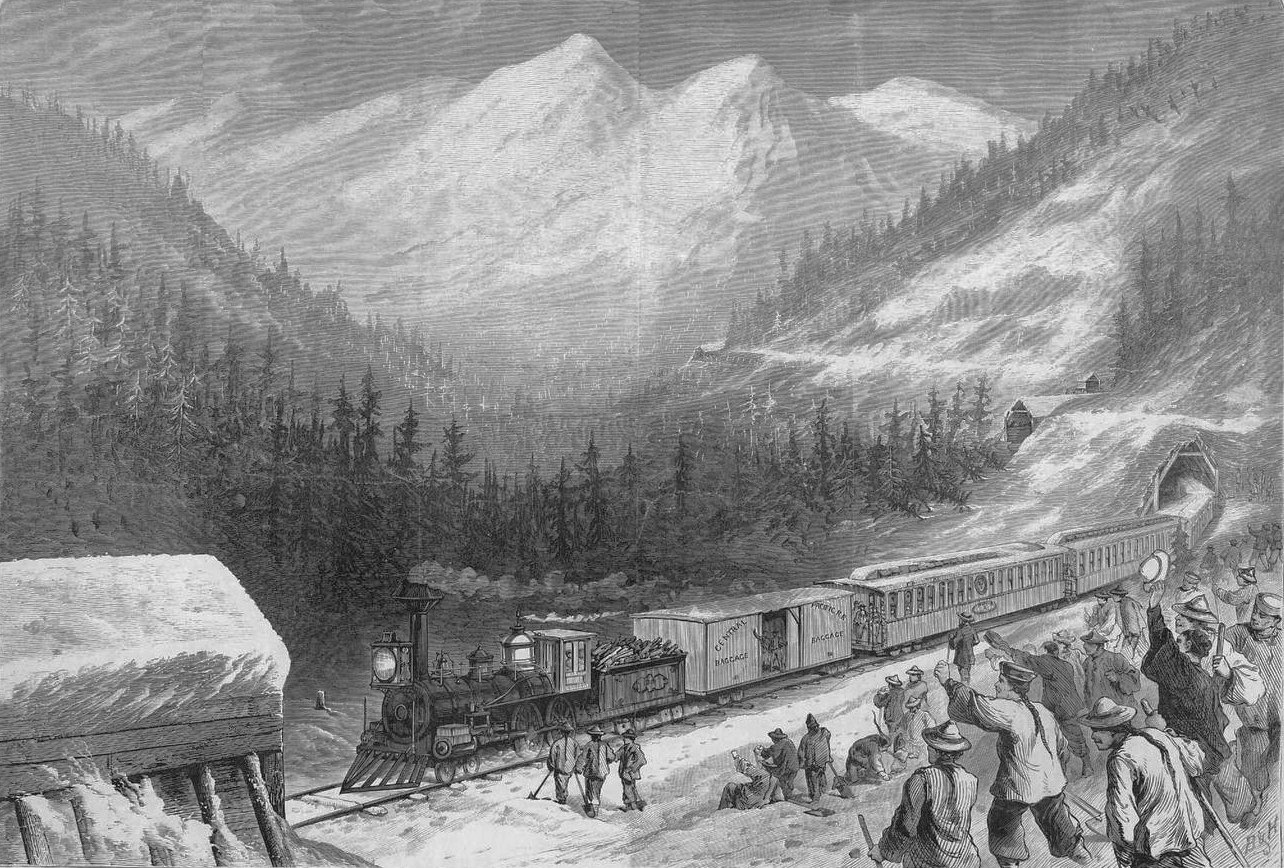
Chińczycy zatrudnieni przy budowie linii kolejowej w XIX wieku

Amerykanie chińskiego pochodzenia (chiń. upr. 华裔美国人; chiń. trad. 華裔美國人; pinyin Huáyì Měiguórén również chiń. upr. 美国华人; chiń. trad. 美國華人; pinyin Měiguó Huárén) – obywatele Stanów Zjednoczonych pochodzący z Chin, lub tam mający swych przodków. Pochodzą nie tylko z ChRL, ale także z Hongkongu, Makau i innych obszarów Azji zamieszkiwanych w przeszłości przez Chińczyków, jak Singapur, Wietnam, Malezja, Indonezja, Birma, Filipiny i Tajwan.
Pierwsi imigranci z Chin, według danych rządu Stanów Zjednoczonych, przybyli do Ameryki w roku 1820. Mniej niż tysiąc Chińczyków pojawiło się w Kalifornii przed rokiem 1848 i wybuchłą wówczas gorączką złota, która spowodowała napływ znaczącej ilości imigrantów. Chińczycy pracowali w kopalniach jako najtańsza siła robocza.
W roku 1852 w USA było 25 000 chińskich imigrantów, a w 1880 aż 105 465. Większość osiedlała się w Kalifornii; byli to przeważnie młodzi mężczyźni z prowincji Guangdong o niskim stopniu wykształcenia. W latach 1885–1943, po wprowadzeniu ustawy o nazwie „Chinese Exclusion Act”, napływ Chińczyków został powstrzymany. Mimo odwołania ustawy aż do roku 1965 imigracja z Chin znajdowała się pod ścisłą kontrolą i była z rozmysłem ograniczana. W latach siedemdziesiątych XX wieku chińscy imigranci przybywali głównie z Hongkongu i Tajwanu przy relatywnie nieznacznej liczbie przybyszów z Chin kontynentalnych. W latach osiemdziesiątych natomiast – na skutek liberalizacji polityki emigracyjnej władz ChRL – imigranci z Chin kontynentalnych stali się największą chińską grupą etniczną w USA. Język kantoński, którym posługuje się większość chińskich imigrantów, jest – co do liczby osób nim władających – trzecim nie-angielskim językiem Stanów Zjednoczonych.

## Obywatelstwo

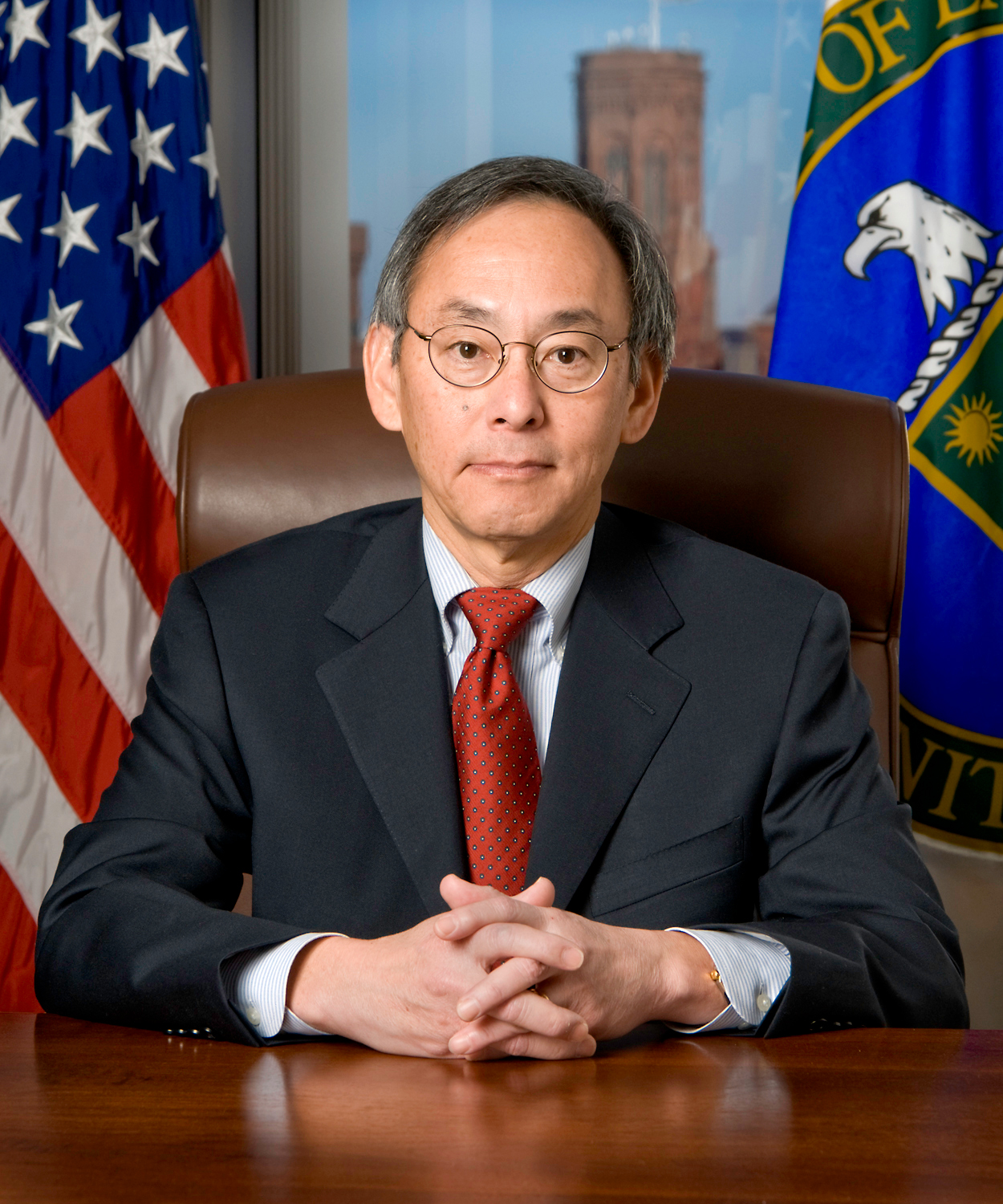
Sekretarz Energetyki Steven Chu jest jednym z kilku Amerykanów chińskiego pochodzenia, jacy zdobyli Nagrodę Nobla. Pozostali to Tsung-Dao Lee, Samuel Ting, Daniel C. Tsui, Chen Ning Yang i Roger Tsien

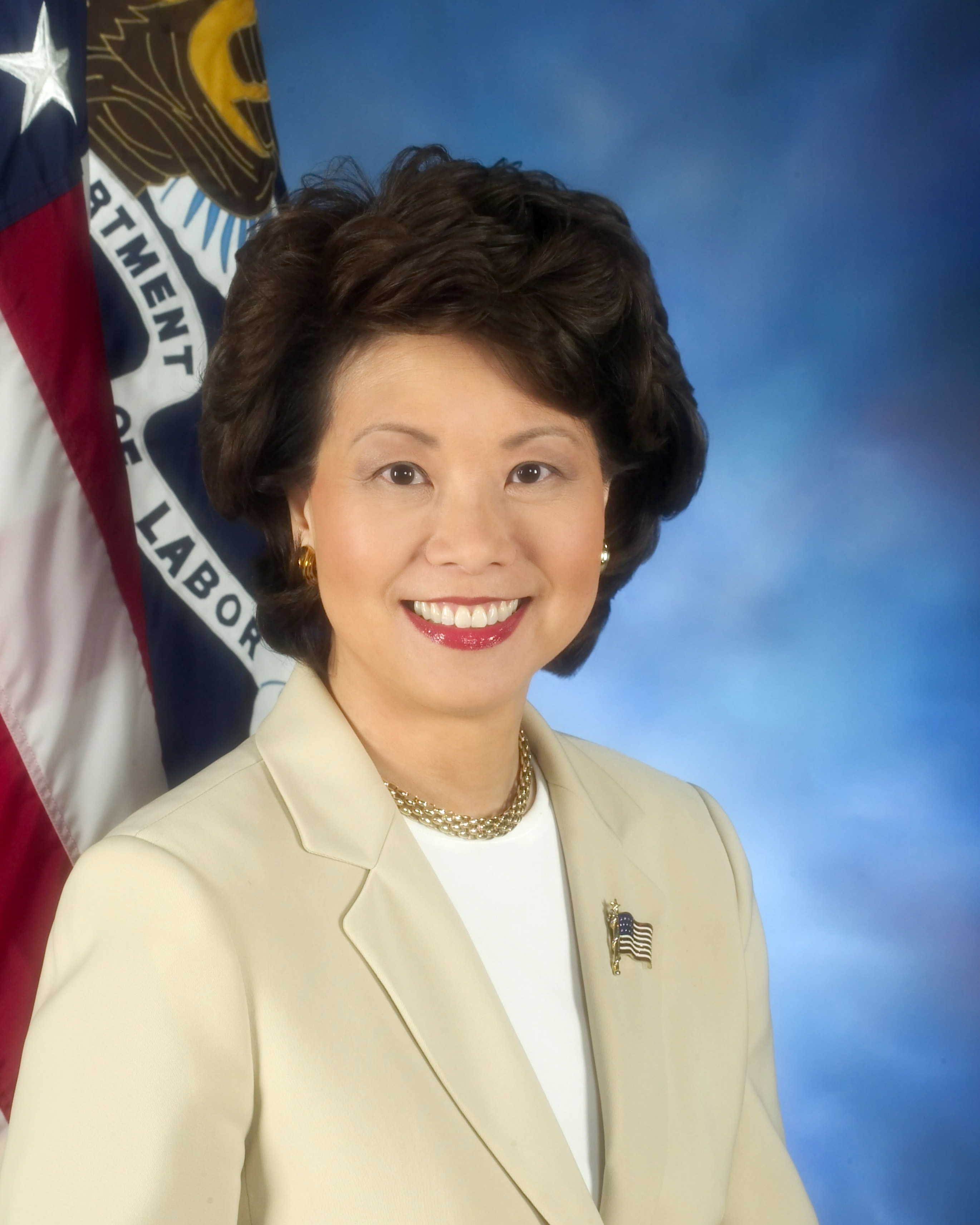
Elaine Chao była pierwszą Amerykanką chińskiego pochodzenia jaka została zatrudniona w administracji prezydenta

Zgodnie z 14. poprawką do Konstytucji Stanów Zjednoczonych i decyzją Sądu Najwyższego każdy obcokrajowiec (a więc także Chińczyk) urodzony w USA staje się automatycznie obywatelem Stanów Zjednoczonych. Na zakończenie procesu naturalizacji imigranci są zobowiązani złożyć przysięgę na wierność Stanom Zjednoczonym, lecz nie muszą zrzekać się swego poprzedniego obywatelstwa Chińska Republika Ludowa nie uznaje podwójnego obywatelstwa i uważa wszystkich naturalizowanych Amerykanów chińskiego pochodzenia za osoby, które zrzekły się obywatelstwa ChRL. Przeciwnie Republika Chińska („Tajwan”) dopuszcza podwójne obywatelstwo i nie uważa amerykańskiej naturalizacji za akt wrogi.
Według badań przeprowadzonych w roku 2006 przez United States Census Bureau 1,330,361 (37%) Amerykanów chińskiego pochodzenia (w tym Tajwańczyków i ludzi mieszanego pochodzenia) to urodzeni obywatele, podczas gdy 1,319,137 (59%) zamieszkałych w USA Chińczyków, którzy urodzili się za granicą, posiada obywatelstwo po przebyciu procesu naturalizacji.

## Wpływ na kulturę amerykańską
Analizy wykazują, że większość Amerykanów nie-azjatyckiego pochodzenia nie odróżnia Chińczyków od pozostałych Azjatów, a postrzeganie i jednych i drugich jest niemal identyczne. Ankieta przeprowadzona w roku 2001, a dotycząca stosunku ogółu Amerykanów do Amerykanów chińskiego pochodzenia wykazała, że jedna czwarta respondentów ma złe lub bardzo złe mniemanie o Chińczykach w Ameryce. Sonda wskazała też kilka pozytywnych cech dostrzeganych w Amerykanach chińskiego pochodzenia. Są to: kultywowanie wartości rodzinnych (91%); uczciwość w prowadzeniu interesów (77%); nacisk na wykształcenie (67%).
Chińscy imigranci przynieśli ze sobą do Stanów Zjednoczonych wiele swych ideałów i wartości. Niektóre z nich nadal mają wpływ na kształtowanie nowych pokoleń. Wśród nich na pierwszym miejscu należy wymienić konfucjański szacunek dla starszych i uczucia synowskie. Podobnie wykształcenie i służba publiczna, w Chinach od zawsze uważane za sposoby na zdobycie wyższej pozycji społecznej.

## Demografia
Imigranci z Chin i ich potomkowie stanowią najliczniejszą, bo stanowiącą aż 22.4%, grupę etniczną wśród Amerykanów azjatyckiego pochodzenia. Stanowią również 1.2% całej populacji Stanów Zjednoczonych. W roku 2006 w USA 3.6 miliona Amerykanów zadeklarowało narodowość chińską. 

### Rozmieszczenie
Metropolia nowojorska, w skład której wchodzi sam Nowy Jork, jak i przylegające do miasta obszary stanów Nowy Jork, New Jersey, Connecticut i Pensylwanii, jest miejscem osiedlenia największej liczby Amerykanów chińskiego pochodzenia wśród wszystkich obszarów metropolitalnych w USA, a 665,714 osób wymienionych w statystykach za rok 2009 i zamieszkujących do najmniej 7 dzielnic zwanych Chinatown.
Inne obszary metropolitalne zamieszkane przez znaczną liczbę Amerykanów chińskiego pochodzenia to San Francisco, Los Angeles, Boston, Chicago, Waszyngton, Houston, Seattle, Filadelfia, Dallas, Portland, San Diego, Sacramento i Las Vegas.
Obok wielkich aglomeracji istnieją mniejsze skupiska Amerykanów chińskiego pochodzenia w miastach uniwersyteckich na terenie całych Stanów Zjednoczonych. W roku 2000 Amerykanie chińskiego pochodzenia stanowili blisko 3% mieszkańców Kalifornii i ponad 1% mieszkańców północnego wschodu kraju. Hawaje, najgęściej zaludnione przez przybyszów z Azji, mają 10-procentową społeczność chińsko-amerykańską.

### Język
Język chiński, głównie dialekt kantoński, jest językiem, którym posługuje się większość imigrantów, zwłaszcza w Kalifornii. Ponad dwa miliony Amerykanów posługuje się różnymi odmianami języka chińskiego, przy czym coraz liczniejsza jest liczba Chińczyków z Chin kontynentalnych i Tajwanu, dla których podstawowym jest standardowy język mandaryński.
W Nowym Jorku mandaryński jest dialektem ojczystym dla około 10% mówiących po chińsku mieszkańców, ale jest on używany jako swego rodzaju lingua franca przez przeważającą większość i ma szansę wyprzeć dialekt kantoński. Jednocześnie coraz liczniejsi imigranci z Fujianu posługują się dialektem mindońskim. Język wu, jeszcze do niedawna niesłyszany w USA, jest używany przez przybyszów z Jiangsu, Zhejiangu i Szanghaju.
Jakkolwiek Amerykanie chińskiego pochodzenia znają angielski, część z nich uczy swe dzieci chińskiego dla zachowania tradycji i kultury kraju przodków, a coraz częściej z konieczności utrzymywania przez Stany Zjednoczone bliskich kontaktów z jedną z największych potęg gospodarczych świata.

## Życie w Ameryce

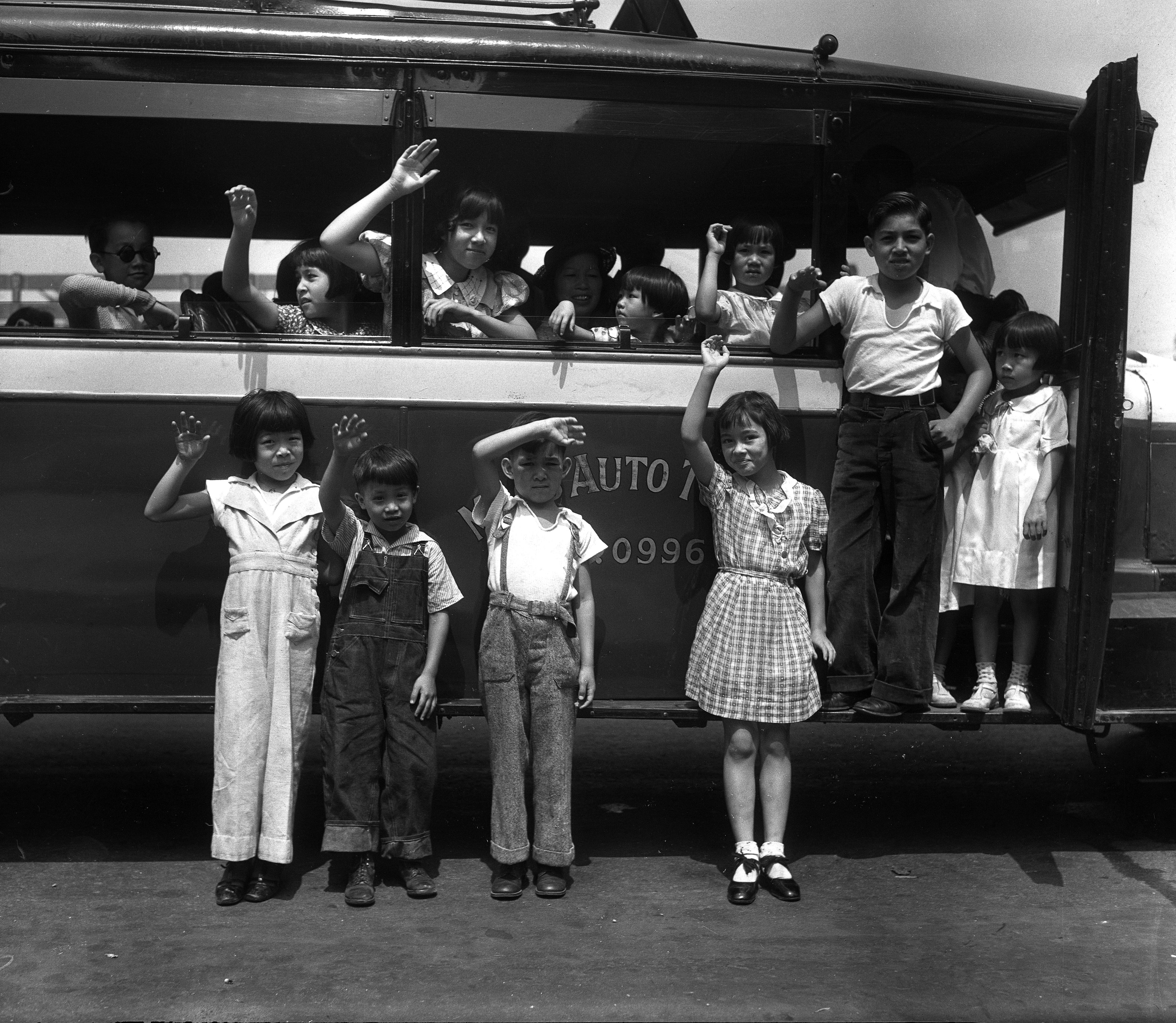
Chińskie dzieci w drodze na piknik, Los Angeles 1936

Chińska społeczność w Ameryce ma za sobą ogromne osiągnięcia. Miejsce pogardzanych kulisów pracujących w kopalniach i przy budowie kolei zajęli ludzie wykształceni, obecni we wszystkich dziedzinach życia Stanów Zjednoczonych od wojskowości i polityki zaczynając, a na nauce, sztuce, mediach i sporcie kończąc. Z pewnością najbardziej widocznym znakiem rozpoznawczym są wszechobecne w Stanach Zjednoczonych chińskie restauracje.
Dochody i status socjalny Amerykanów chińskiego pochodzenia (jak każdej innej grupy etnicznej) są bardzo zróżnicowane. I podczas gdy mieszkańcy dzielnic zwanych „Chinatown” w wielkich aglomeracjach miejskich to przedstawiciele biednej klasy robotniczej, inni, dobrze wykształceni, mieszkają na bogatych przedmieściach. Jednych dzieli od drugich widoczna dyskryminacja klasowa. Dla przykładu: leżące tuż obok siebie w Dolinie San Gabriel w Kalifornii miejscowości Monterey Park i San Marino zamieszkują Amerykanie chińskiego pochodzenia, ale dzieli ich łatwo dostrzegalna przepaść socjo-ekonomiczna.
Na przestrzeni lat Chińczycy w Ameryce wykształcili swoisty styl życia będący mieszaniną amerykańskich i chińskich obyczajów. W największych miastach USA organizowane są barwne obchody powitania chińskiego Nowego Roku, a w Seattle rokrocznie organizowany jest „Festál”, czyli festiwal chińskiej kultury i sztuki.
Do nie mniej ważnych obchodów zaliczyć należy Festiwale Smoczych Łodzi i Święto Środka Jesieni.